# Canton de Monclar-de-Quercy
Le canton de Monclar-de-Quercy est un ancien canton français du département de Tarn-et-Garonne.

## Communes
Le canton de Monclar-de-Quercy comprenait les 5 communes suivantes :
| Nom                           | Code Insee | Intercommunalité       | Superficie (km2) | Population (dernière pop. légale) | Densité (hab./km2) |
| ----------------------------- | ---------- | ---------------------- | ---------------- | --------------------------------- | ------------------ |
| Monclar-de-Quercy (chef-lieu) | 82115      | CC Quercy Vert-Aveyron | 37,75            | 1 932 (2014)                      | 51                 |
| Bruniquel                     | 82026      | CC Quercy Vert-Aveyron | 33,20            | 611 (2014)                        | 18                 |
| Génébrières                   | 82066      | CC Quercy Vert-Aveyron | 18,45            | 670 (2014)                        | 36                 |
| Puygaillard-de-Quercy         | 82145      | CC Quercy Vert-Aveyron | 17,40            | 377 (2014)                        | 22                 |
| La Salvetat-Belmontet         | 82176      | CC Quercy Vert-Aveyron | 18,63            | 793 (2014)                        | 43                 |

## Représentation

### Conseillers généraux de 1833 à 2015
| Période | Période      | Identité                         | Étiquette     | Qualité                                                                                                  |
| ------- | ------------ | -------------------------------- | ------------- | --- |
| 1833    | 1871         | Antoine Débia aîné               | conservateur  | Membre de la Société des Sciences de Montauban Député (1832-1834)                                        |
| 1871    | 1874         | Antonin Catellan                 |               | Propriétaire                                                                                             |
| 1874    | 1880         | Auguste Roques                   | Républicain   | Docteur-médecin à Monclar                                                                                |
| 1880    | 1886         | Edmond Delmas-Debia              | Droite        | Ancien sous-préfet, La Salvetat-Belmontet                                                                |
| 1886    | 1891 (décès) | Joseph Vaïsse-Cibiel (1859-1891) | Droite        | Propriétaire à Monclar                                                                                   |
| 1891    | 1904         | Osmin Raby                       | Républicain   | Maire de Monclar-de-Quercy (1878-1904)                                                                   |
| 1904    | 1912 (décès) | Ludovic Cambon                   | Républicain   | Maire de Monclar-de-Quercy (1904-1912)                                                                   |
| 1912    | 1919         | Jules Delpeyrou                  | Républicain   | Maire de Bruniquel (1895-1919), ancien conseiller d'arrondissement                                       |
| 1919    | 1940         | Urbain Roques (1871-1956)        | RG            | Négociant Maire de Monclar-de-Quercy (1925-1945)                                                         |
|         |              |                                  |               | |
| 1945    | 1949         | Louis Gibert (1899-1981)         | SFIO          | Maire de Bruniquel (1945-1971)                                                                           |
| 1949    | 1989 (décès) | Roger Rignac (1911-1989)         | Rad. puis MRG | Maire de Monclar-de-Quercy (1945-1983)                                                                   |
| 1989    | 2015         | Jean-Paul Albert                 | SE-UDI        | Journaliste Maire de Monclar-de-Quercy depuis 1983 Président de la Communauté de communes du Quercy vert |

### Conseillers d'arrondissement (de 1833 à 1940)
| Période                                  | Période          | Identité                            | Étiquette    | Qualité |
| ---------------------------------------- | ---------------- | ----------------------------------- | ------------ | --- |
| 1833                                     | 1848             | Jean Joseph Cambon                  |              | Notaire à Montauban                                                                                         |
|                                          |                  |                                     |              | |
|                                          | 1887 (démission) | M. Dubois                           |              | |
|                                          |                  |                                     |              | |
| 1889                                     | 1895             | Émilien Montet-Noganets (1825-1901) | Conservateur | Propriétaire du château de Noganets à Puygaillard                                                           |
| 1895                                     | 1901             | Jules Delpeyrou                     | Conservateur | Maire de Bruniquel                                                                                          |
| 1901                                     | 1919             | Armand Saint-Géniès                 | RG           | Maire de Génébrières (1908-1925)                                                                            |
| 1919                                     | 1939 (décès)     | Louis Viatgé                        | Radical      | Maire de Génébrières (1925-1939)                                                                            |
| 1939                                     | 1940             | Simon Lalande                       | Radical      | Maire de Bruniquel                                                                                          |
| 1940                                     |                  |                                     |              | Les conseils d'arrondissement ont été suspendus par la loi du 12 octobre 1940 et n'ont jamais été réactivés |
| Les données manquantes sont à compléter. |                  |                                     |              | |

## Démographie
| 1962  | 1968  | 1975  | 1982  | 1990  | 1999  | 2006  | 2011  | 2012  |
| ----- | ----- | ----- | ----- | ----- | ----- | ----- | ----- | ----- |
| 2 842 | 2 695 | 2 331 | 2 477 | 2 709 | 3 060 | 3 456 | 4 137 | 4 234 |